# Loi 118
Lire en ligne

texte officiel

La Loi modifiant diverses dispositions législatives dans le secteur de l’éducation concernant la confessionnalité, appelée aussi loi 118 est une loi québécoise qui a mené à la déconfessionnalisation des écoles publiques au Québec, c'est-à-dire qui a mis fin à l'organisation du système scolaire en fonction des religions.
Plutôt que d'organiser les écoles en fonction de l'enseignement religieux qu'ils offraient, la loi 118 a créé des commissions scolaires basées sur la langue d'enseignement. Ainsi, dorénavant, il existe des commissions scolaires francophones et anglophones, chacune responsables de la gestion des écoles primaires et secondaires.

## Note
1. ↑  Le terme « loi 118 » signifie qu'il s'agit de la 118e loi dont le projet fut déposé par le gouvernement du Québec lors de la session parlementaire (la 1re session de la 36e législature). Il existe donc plusieurs « loi 118 » dans l'histoire du Québec, puisqu'à chaque session parlementaire le décompte recommence à 1.